# Torsten Hèrnod
Torsten Robert Hèrnod, född 11 oktober 1885 i Torps socken, Medelpad, död 13 januari 1957 i Oscars församling i Stockholm, var en svensk industriman.
Hèrnod var anställd vid Kramfors AB 1903–1910, verkställande direktör vid Holmsunds AB 1921–1925 och vid Munksunds AB 1926–1929, samt för trävarukoncernen Svenska cellulosa AB 1929–1947.
Han var även styrelseordförande i Sveriges allmänna exportförening 1938–1945, i Norrlands skogsvårdsförbund till 1947, i AB Industrivärden 1952–1956 och i Ford Motor co. AB till 1956, samt ledamot av Kungliga Ingenjörsvetenskapsakademin och bestyrelsen för Sveriges deltagande i New York-utställningen 1939. Hèrnod är begravd på Norra begravningsplatsen utanför Stockholm.